# Хёрбах, Вальтер Хёрманн фон

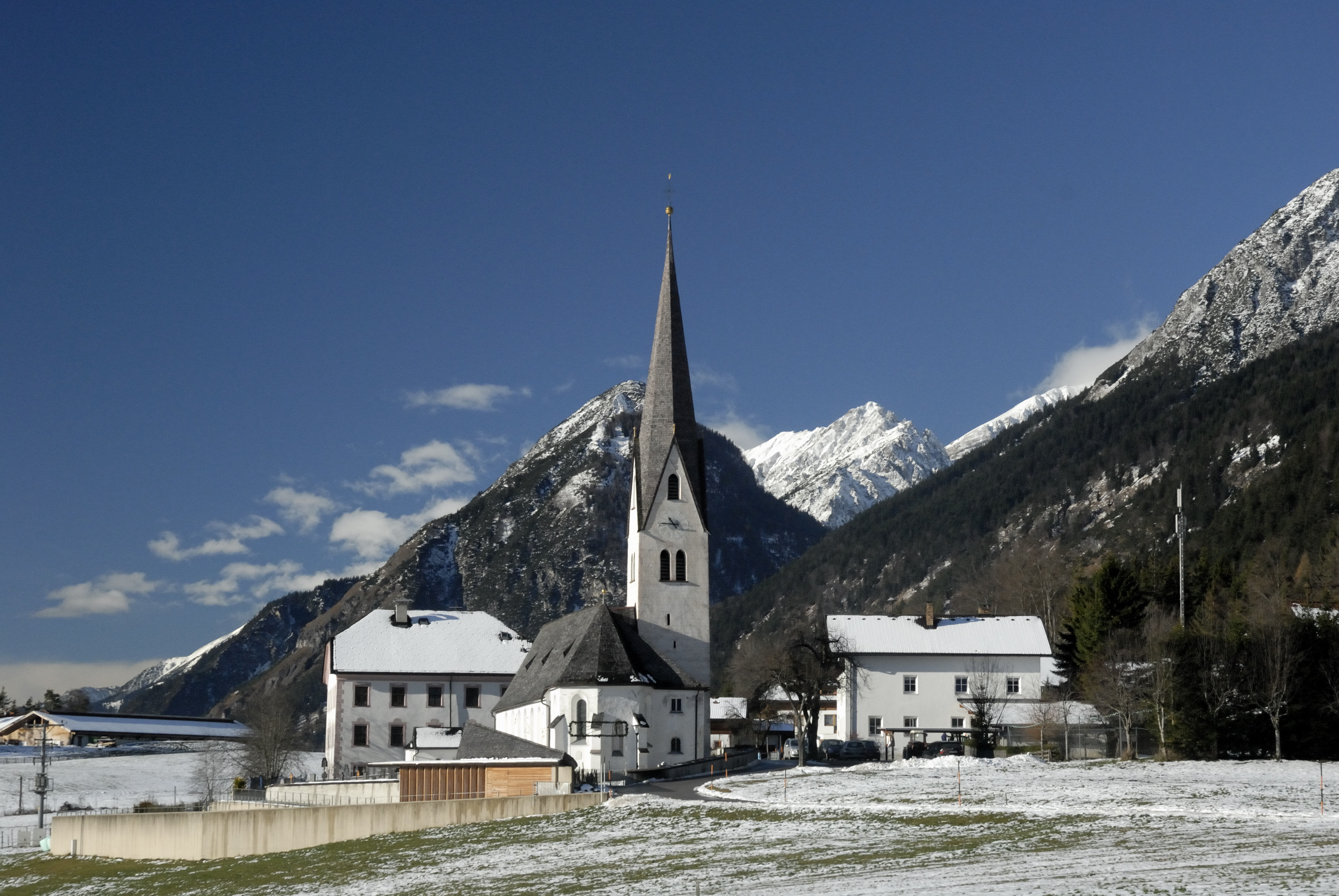
Уголок села, где родился Вальтер Хёрман

Вальтер Хёрман фон Хёрбах (нем. Walther Hörmann von Hörbach; 2 августа 1865, с. Гнаденвальд (Тироль), Австрийская империя — 15 марта 1946, Инсбрук, Австрия) — доктор права, профессор, преподаватель церковной истории юридического факультета Черновицкого университета.
Ректор Черновицкого университета в 1903—1904 учебном году, ректор Инсбрукского университета в 1915—1916 учебном году

## Биография
Вальтер Хёрман сын известных австрийских художников: писателя Людвига Хёрмана фон Хёрбаха и поэтессы Анжелики фон Хёрман.
Изучал правоведение в Инсбрукском университете, в 1883 году был членом студенческого корпуса (братства) Corps Athesia Innsbruck.
После получения учёной степени доктора философии с 1888 по 1895 год находился на службе финансовой прокуратуры Тироля.
Находясь на службе, параллельно прошел в 1891 году хабилитацию по каноническому праву (церковному праву) в Венском университете и в том же году хабилитацию в университете Инсбрука.
В 1895 году он был назначен экстраординарным профессором канонического права в университете Инсбрука.
1897 назначен экстраординарным профессором канонического права в Черновицком университете, а в 1900 году как профессор канонического права в этом же университете.
На 1903—1904 учебный год Вальтера Хёрмана выбирают ректором Черновицкого университета.
В 1908 году он был назначен преемником Людвига Вагрмунда («Ludwig Wahrmund») как ординарный (полный) профессор канонического права и гражданского процессуального права в университете Инсбрука.
В 1915—1916 учебном году он был ректором Инсбрукского университета.
В центре внимания его научных исследований была история брачного права.

## Основные публикации
- Die desponsatio impuberum (1891);
- Die Tridentinische Trauungsform in rechtshistorischer Beurteilung (1904);
- Zur Würdigung des vatikanischen Kirchenrechts (1917);
- Bußbücherstudien (1940).